# Phosphor sesquisulfide
Phosphor sesquisulfide là hợp chất vô cơ có thành phần chính gồm hai nguyên tố là phosphor và lưu huỳnh, với công thức hóa học được quy định là P4S3. Hợp chất được phát triển bởi Henri Sevene và Emile David Cahen vào năm 1898 như là một phần của sáng chế của họ về các loại diêm không gây nguy hiểm cho sức khoẻ với thành phần có chứa phosphor trắng. Hợp chất này tồn tại dưới dạng thức là một chất rắn màu vàng, cũng là một trong hai loại phosphor sulfide được sản xuất thương mại. Nó là một thành phần của các loại "diêm có thể đánh lửa bất kỳ nơi nào".
Tùy theo độ tinh khiết, các mẫu hợp chất phopho sesquisulfide có thể có màu vàng-lục hoặc xám. Hợp chất này được G. Lemoine phát hiện và sản xuất một cách an toàn với số lượng thương mại vào năm 1898 bởi Albright và Wilson. Nó hòa tan trong một trọng lượng bằng nhau hợp chất cacbon disulfide (công thức là CS2). Không giống như một số hợp chất phosphor sulfide khác, P4S3 chậm thủy phân và có một điểm nóng chảy xác định.

## Các ứng dụng
P4S3 và kali clorat, cùng với các vật liệu khác, là thành phần ban đầu của "diêm có thể đánh lửa bất kỳ nơi nào".